# Joel Alme
Joel Sebastian Henriksson Alme (Göteborg, 10 marzo 1980) è un cantante svedese.

## Biografia
L'album in studio d'esordio, A Master of Ceremonies (2008), ha finito per raggiungere il 28º posto della Sverigetopplistan. Waiting for the Bells (2010) e A Tender Trap (2012) si sono fermati rispettivamente alla 13ª e 16ª posizione della classifica svedese.
Flyktligan, per aver superato la soglia delle 15 000 unità equivalenti, è stato certificato disco d'oro dalla IFPI Sverige; lo stesso progetto ha regalato all'artista il suo miglior posizionamento in classifica (12ª posizione).
Bort bort bort (2019), primo LP del cantante a entrare la top ten svedese, è stato susseguito da Sköt er själva så sköter jag inte mitt (2022), premiato con un Grammis, il cui debutto in classifica è avvenuto in 26ª posizione.

## Discografia

### Album in studio
- 2008 – A Master of Ceremonies
- 2010 – Waiting for the Bells
- 2012 – A Tender Trap
- 2015 – Flyktligan
- 2019 – Bort bort bort
- 2022 – Sköt er själva så sköter jag inte mitt

### Singoli
- 2008 – The Queen's Corner
- 2009 – Snart skiner Poseidon
- 2010 – If You Got Somebody Waiting
- 2010 – You Will Only Get It Once
- 2010 – No Class
- 2012 – A Tender Trap
- 2015 – Backa tiden
- 2015 – Våran sort
- 2019 – Så kanske vinden
- 2019 – Jag kommer inte undan
- 2022 – Ge mig nåt som ger mig nåt
- 2022 – Brev från botten